# Segona Divisió 2011/12
Die Segona Divisió 2011/12 war die 13. Spielzeit der zweithöchsten Fußballliga in Andorra. Sie begann am 17. September 2011 und endete am 6. Mai 2012. Am Saisonende stieg der Tabellenerste auf und der Zweitplatzierte hatte noch die Chance über ein Relegationsspiel gegen den Siebten der Primera Divisió aufzusteigen.

## Abschlusstabelle
| Pl. | Verein                       | Sp. | S  | U | N  | Tore    | Diff. | Punkte |
| --- | ---------------------------- | --- | -- | - | -- | ------- | ----- | ------ |
| 1.  | FC Encamp (A)                | 18  | 14 | 0 | 4  | 057:220 | +35   | 42     |
| 2.  | UE Extremenya                | 18  | 13 | 2 | 3  | 062:170 | +45   | 41     |
| 3.  | FC Lusitanos B               | 18  | 12 | 2 | 4  | 054:180 | +36   | 38     |
| 4.  | Atlètic Club d’Escaldes      | 18  | 10 | 1 | 7  | 031:370 | −6    | 31     |
| 5.  | FC Santa Coloma B            | 18  | 9  | 3 | 6  | 063:320 | +31   | 30     |
| 6.  | UE Santa Coloma B            | 18  | 9  | 3 | 6  | 050:420 | +8    | 30     |
| 7.  | Casa Estrella de Benfica (A) | 18  | 8  | 1 | 9  | 033:480 | −15   | 25     |
| 8.  | CE Principat B               | 18  | 3  | 2 | 13 | 022:570 | −35   | 11     |
| 9.  | Penya Encarnada d’Andorra    | 18  | 2  | 3 | 13 | 026:620 | −36   | 09     |
| 10. | FS La Massana                | 18  | 1  | 1 | 16 | 017:800 | −63   | 04     |

| (A) | Absteiger der letzten Saison |

## Kreuztabelle
Die Kreuztabelle stellt die Ergebnisse aller Spiele dieser Vorrunde dar. Die Heimmannschaft ist in der ersten Spalte aufgelistet, die Gastmannschaft in der obersten Reihe. Die Ergebnisse sind immer aus Sicht der Heimmannschaft angegeben.
| 2011/12                   | Atlètic Club d’Escaldes | Casa Estrella de Benfica | FC Encamp B | UE Extremenya | FC Lusitanos B | FS La Massana | Penya Encarnada d’Andorra | CE Principat B | FC Santa Coloma B |      |
| Atlètic Club d’Escaldes   |                         | 1:3                      | 0:3         | 0:6           | 0:2            | 3:0           | 2:0                       | 1:1            | 3:2               | 4:3  |
| Casa Estrella de Benfica  | 0:2                     |                          | 0:6         | 1:3           | 3:5            | 3:1           | 4:1                       | 0:3            | 1:0               | 1:1  |
| FC Encamp B               | 4:0                     | 4:0                      |             | 1:2           | 3:4            | 3:1           | 2:1                       | 6:0            | 4:2               | 3:0  |
| UE Extremenya             | 3:0                     | 1:2                      | 4:0         |               | 1:3            | 6:0           | 5:0                       | 6:0            | 1:3               | 10:0 |
| FC Lusitanos B            | 0:1                     | 3:0                      | 1:2         | 0:2           |                | 5:1           | 8:0                       | 8:0            | 1:1               | 2:1  |
| FS La Massana             | 1:3                     | 2:4                      | 1:6         | 1:4           | 0:6            |               | 0:6                       | 1:5            | 3:7               | 1:9  |
| Penya Encarnada d’Andorra | 2:3                     | 2:5                      | 1:2         | 1:1           | 0:3            | 1:3           |                           | 2:1            | 2:6               | 1:9  |
| CE Principat B            | 2:5                     | 2:5                      | 0:4         | 1:2           | 0:1            | 0:0           | 2:0                       |                | 1:2               | 1:4  |
| FC Santa Coloma B         | 1:3                     | 7:0                      | 2:3         | 2:3           | 2:2            | 7:1           | 3:3                       | 6:1            |                   | 2:0  |
| UE Santa Coloma B         | 4:0                     | 4:1                      | 3:1         | 2:2           | 1:0            | 2:0           | 3:3                       | 4:2            | 0:8               |      |

## Relegation
Der Siebtplatzierte der Primera Divisió bestritt im Anschluss an die Saison zwei Relegationsspiele gegen den Zweitplatzierten der Segona Divisió.
|                                                     | Gesamt |                                            | Hinspiel | Rückspiel |
| --------------------------------------------------- | ------ | ------------------------------------------ | -------- | --------- |
| Inter Club d’Escaldes (Siebter der Primera Divisió) | 3:0    | UE Extremenya (Zweiter der Segona Divisió) | 2:0      | 1:0       |